# Église Saint-Martin de Grandcourt
L'église Saint-Martin est une église française située dans la commune de Grandcourt en Seine-Maritime.

## Localisation
L'église Saint-Martin de Grandcourt est située au sud de la commune de Grandcourt, sur une légère butte. L'accès se fait par deux entrées, l'une étant un escalier très raide venant du bourg, tandis que l'autre située au sud est plus accessible.

## Dédicataire
L'édifice est dédié à saint Martin.

## Histoire
On sait qu'une église du IXe siècle, qui a été détruite depuis, existait déjà dans le bourg lors des invasions normandes. 
L'actuel édifice a connu plusieurs époques de constructions : les premières traces dateraient du XIe siècle ; c'est aux XIIIe et XIVe siècles que fut construite la nef. L'édifice a été par la suite remanié au XVIIe siècle. Enfin, en 1865, le clocher, à l'origine situé au centre de l'édifice, est reconstruit à l'entrée avec un style et des matériaux différents de l'église existante.
Au XIXe siècle, à la suite du rattachement des paroisses de Pierrepont, Déville, Ecotigny et La Pierre à celle de Grandcourt.

## Architecture
L'église Saint-Martin est construite selon un plan en croix latine. 
L'édifice mesure 35 mètres de long et 10 mètres de haut. Il est composé de trois nefs séparés par des piliers massifs.  

## Mobilier
L'église Saint-Martin possède un orgue fonctionnel qui sert parfois pour des concerts par exemple (comme lors des éditions du sacré Pays de Bray, animations visant à mettre en valeur le patrimoine religieux).